# 사회복무연수센터
사회복무연수센터(社會服務硏修센터)는 대한민국 병무청의 소속기관이다. 2016년 2월 29일 발족하였으며, 충청북도 보은군 장안면 장안로 328-33에 위치하고 있다. 센터장은 부이사관·서기관 또는 기술서기관으로 보한다.

## 직무
- 사회복무요원의 연수 계획의 수립 및 조정
- 사회복무요원의 교육 관련 유관기관과의 교류·협력
- 강사의 확보 및 평가·관리
- 사회복무요원에 대한 복무기본교육 등 교육 프로그램의 운영
- 교육생의 학사관리·생활지도 및 복무상담
- 사회복무연수센터의 시설 관리 및 운영에 관한 사항
- 그 밖에 병무청장이 지정하는 사회복무요원의 연수에 관한 사항

## 연혁
- 2016년 2월 29일: 사회복무연수센터로 변경.[3]

## 조직

### 센터장
- 운영지원과[4]
- 연수기획과[4][5]
- 연수운영과[4][5]